# 寺池城
寺池城（てらいけじょう）は、宮城県登米市登米町寺池にあった日本の城。「寺池館」とも呼ぶ場合もあり、通称「臥牛城」。江戸時代は伊達氏の支配下の元「登米要害」と称した。

## 歴史
築城年代は不明。葛西氏により築城された。
天正18年（1590年）、豊臣秀吉の奥州仕置によって葛西晴信は改易。木村吉清が葛西氏、大崎氏の旧領30万石を与えられ、寺池城を居城とした。
しかし、葛西大崎一揆が勃発。一揆軍に城を占拠されたため、木村吉清は佐沼城に逃れた。その後寺池城は伊達政宗により落城。
現在の寺池城は、慶長9年（1604年）、伊達政宗の家臣白石宗直が移り修築し、居城としたものである。その後白石氏は伊達氏を名乗ることを許され、寺池城は一国一城令の後は登米要害と称し、幕末まで登米伊達氏の居城であった。

## 遺構
廃城令や奥州仕置により殆どの建物は解体されたが、伝承を含むものの払い下げられた建築物も存在する。
同市内にある養雲寺の山門（四脚型楼門・市指定文化財）は、奥州仕置により前身の寺池城が廃城となった際、山門として移築されたものであるとされる（但し、当時は別の寺院。）。元は茅葺きであったが、近年銅板葺に吹き直されている。
また、同市内の民家にも廃城令で払い下げられたとされる門（伝・搦手門）が現存し、市の指定文化財となっている。